# Volare (film, 2023)
Pour les articles homonymes, voir Volare (homonymie).
Pour plus de détails, voir Fiche technique et Distribution.
Volare est une comédie italienne écrite et réalisée par Margherita Buy et sortie en 2023.
Après avoir été présenté en première au Festival du Film de Rome 2023, le film sort en salles par Fandango le 22 février 2024.

## Synopsis
Anna Bettini (dite Annabì), actrice à succès dans une série télévisée, en raison de sa peur de l'avion, perd une belle opportunité pour un rôle dans un film coréen et est remplacée par Elena Sofia Ricci grâce à Mariolina, son propre agent. Le même jour, sa fille Serena lui révèle qu'elle a décidé d'étudier en Californie, à l'Université Stanford, mais qu'elle ne lui a pas encore annoncé, connaissant sa peur de l'avion, peur que l'actrice regrette de ne pas lui avoir transmis. Un soir, cependant, s'attendant à une réponse négative, Annabì demande à Serena si elle serait heureuse de l'accompagner en Californie, recevant une réponse joyeuse tout en tombant rapidement dans le découragement. Obsédée par l'idée de ne pas être une bonne mère et ne voulant pas reprendre sa promesse, Annabì se force de se rendre à l'aéroport de Fiumicino afin de suivre un cours pour surmonter son aérophobie en même temps que d'autres voyageurs mystérieux.

## Fiche technique
- Titre original : Volare
- Réalisation : Margherita Buy
- Scénario : Margherita Buy, Doriana Leondeff, Antonio Leotti
- Photographie : Giovanni Canevari
- Montage : Francesca Calvelli
- Musique : Pasquale Catalano
- Production : Ada Bonvini, Simone Gattoni, Moreno Zani
- Sociétés de production :
- Direction artistique : Editing by
- Pays de production : Italie
- Langue originale : italien
- Format : couleur
- Genre : comédie
- Durée : 100 minutes
- Dates de sortie :
  - Italie : 24 octobre 2023 (Festival international du film de Rome)

## Distribution
- Margherita Buy : Anna Bettini
- Elena Sofia Ricci : Elena Sofia Ricci
- Caterina De Angelis :  Serena
- Anna Bonaiuto :  Mariolina
- Euridice Axen :  Cristina
- Giulia Michelini : Roberta
- Francesco Colella : comandante Eugenio
- Pietro Ragusa : Fabio Segato
- Alessandro Loffredi : Directeur assistant
- Maurizio Donadoni :
- Roberto De Francesco :
- Bruno Ricci : Fruttivendolo
- Vanessa Compagnucci :  psicologa
- Oscar Matteo Giuggioli :
- Alice Ferri :  Chiara
- Eros Galbiati :
- Ahmed Hafiene :
- Massimo De Francovich :  dott. Corrado Bettini

## Récompenses et distinctions
- (en) Volare: Awards, sur l'Internet Movie Database